# 李英華 (光緒進士)
李英華，福建省汀州府上杭縣人，清朝政治人物、同進士出身。
光緒十二年（1886年），参加光緒丙戌科殿試，登進士三甲12名。同年五月，著主事分部学习。